# シェロッド・ブラウン
シェロッド・キャンベル・ブラウン（英語：Sherrod Campbell Brown、1952年11月9日 - ）は、アメリカ合衆国の政治家。連邦上院議員（オハイオ州選出）（3期）。
オハイオ州下院議員（2期）、第47代オハイオ州州務長官、連邦下院議員（7期）などを歴任した。

## 経歴

### 生い立ち
1952年11月9日にオハイオ州マンスフィールドにて、エミリー・ブラウン（旧姓はキャンベル) とチャールズ・ゲイリー・ブラウンの息子として誕生する。シェロッドという名前は母方の祖父から取られた。1974年にイェール大学を卒業し、1981年にはオハイオ州立大学を卒業した。

### オハイオ州下院議員
学生時代に民主党の地方幹部にリクルートされ、1974年、オハイオ州下院議員選挙に初当選する。
インドのインディラ・ガンディー首相に選挙違反判決が下り、インド全国に非常事態令が出されていた期間、バックパッカーとしてインドに滞在した。オハイオ州下院議員を務めながら、1979年から1981年までオハイオ州立大学で教員として教鞭を執る。

### 連邦下院議員
1983年から1991年までディック・セレステ知事の下でオハイオ州州務長官を務めた後、1994年の連邦下院議員選挙に民主党から立候補して初当選を果たす。以降、2004年の選挙に至るまで7回連続で当選した。

### 連邦上院議員
2006年11月7日、連邦上院議員選挙にオハイオ州から立候補し、共和党現職のマイク・デワインを破って当選する。2012年の選挙でも共和党新人のジョシュ・マンデルを破って再選に成功し、2016年大統領選挙ではヒラリー・クリントンから副大統領候補に指名される可能性を取り沙汰された。2018年の連邦上院議員選挙で共和党新人の連邦下院議員ジム・レネイシーを破って3選を果たし、一時は2020年大統領選挙に向けた民主党予備選挙への立候補も有力視された。